# KF Vëllaznimi
Le KF Vëllaznimi est un club de football kosovar situé à Gjakovë. Fondé en 1927, il évolue au sein de la Liga e Parë, la seconde division.
Le club est finaliste de la Coupe du Kosovo en 2010 puis en 2018.

## Palmarès
- Coupe du Kosovo
  - Finaliste : 2010 et 2018